# Ato Institucional n.º 11
O Ato Institucional Número Onze (AI-11) foi editado no dia 14 de agosto de 1969 por Costa e Silva.  O decreto impôs um novo calendário eleitoral, marcando todas as eleições para 15 de novembro de 1969, para completar os cargos que estavam em vacância devido às cassações de seus titulares.

## Contexto histórico
O general Emílio Garrastazu Médici havia apoiado o golpe de Estado de 1964. Após o triunfo do golpe militar, Médici foi nomeado chefe do 3º Exército, unidade militar sediada em Porto Alegre. Quando, em agosto de 1969, o presidente Costa e Silva não pôde continuar no cargo, a Junta Militar designada para exercer o comando presidencial fez uma série de consultas entre os principais líderes das Forças Armadas para selecionar um novo presidente, uma eleição que caiu para a figura de Médici.
Neste momento, uma crise começa com os políticos conservadores que estavam no poder junto com os militares de linha-dura. Ambas as classes se opuseram à realização de eleições no Brasil com suspeita do retorno de uma oposição.

## Disposições legais
O Ato Institucional nº 11 veio reorganizar e completar os órgãos unipessoais vagos nas prefeituras e municípios, cujas eleições haviam sido suspensas pelo art. 7º do Ato Institucional nº 7, de 26 de fevereiro de 1969, desenvolvido por sua vez pelo Ato Complementar nº 37, de 14 de março de 1967. Em seu art. 1 fixou a data de 30 de novembro de 1969 para manter os votos dos Prefeitos, Vice-Prefeitos e Vereadores, com base no art. 3º do Ato Institucional nº 5, de 13 de dezembro de 1968. As vagas de prefeito e vice-prefeito também seriam abrangidas nas referidas eleições, conforme o art. 80 do Decreto-Lei nº 411, de 8 de janeiro de 1969. Os novos cargos tomariam posse em 31 de janeiro de 1970 e cessariam em 31 de janeiro de 1973. As acusações que deveriam ser renovadas nos anos 1970, 1971 e 1972, estariam automaticamente estendidos até 31 de janeiro de 1973.
O art. 3 da AI-11 previa que em 15 de novembro de 1972 novas eleições para prefeitos, viceprefetos e vereadores seriam realizadas em todos os municípios do país, tomando posse dos candidatos eleitos em 31 de janeiro de 1973.
O art. 4 declarou extinta a Justiça de Paz eletiva, respeitando os mandatos em vigor dos Juízes de Paz, até o seu fim.
O art. 5 expôs que as decisões adotadas pelos Tribunais Eleitorais Regionais seriam irrevogáveis, exceto as que se configuram contra disposições expressas de leis ou instruções do Tribunal Superior Eleitoral.